# Reflex van Hoffmann-Trömner
De reflex van Hoffmann-Trömner, soms ook wel: vingerflexiereflex, is het reflexmatig buigen van het meest distale kootje van de duim en van de twee proximale kootjes van andere vingers, met name de wijsvinger, wanneer door de onderzoeker op de vingernagel wordt geknepen van de gestrekte middelvinger van dezelfde hand. De reflex is naar de Duitse neurologen Johann Hoffmann (1857-1919) en Ernst L.O. Trömner (1868-1930) genoemd.
De Hoffmann- en de Trömnerreflex zijn twee sterk op elkaar lijkende reflexen en worden in de praktijk allebei uitgevoerd. Bij de Hoffmantest wordt gekeken dat de distale kootjes van duim en wijsvinger reflexmatig buigen wanneer op de nagel van de middelvinger van de patiënt wordt geknepen. Bij de Trömnerreflex wordt gekeken dat de duim een reflex vertoont als de onderzoeker snel met zijn vingers tegen de eindkootjes van de vingers van de patiënt slaat. Beide testen betreffen dezelfde reflexboog ter hoogte van de zenuw C8 en worden daarom samen genoemd.
Deze reflex is bij de meeste gezonde mensen niet op te wekken, maar kan soms bij sommige gezonde jonge mensen met actieve reflexen worden opgewekt. Een reflex wijst op hyperreflexie, wat niet noodzakelijk pathologisch is. In het geval dat er een reflex is moet die symmetrisch optreden, een asymmetrie in het optreden van de reflex wijst op een stoornis in de centrale motorische zenuwcel.